# Psilander (1899)
Psilander, officiellt HM torpedkryssare Psilander, var en torpedkryssare i svenska flottan. Sjösatt den 25 november 1899. Var från 1927 kadettfartyg innan den tog ur tjänst 1937 och sänktes som målfartyg den 3 augusti 1939.
Bestyckningen på Psilander var 2 x 120 mm/45cal. kanoner M/94 uppställda bakom pansarskärmar, en förut och en akterut, 4 st 57 mm kanoner uppställda i tamburer, två på varje sida, samt 1 st 38 cm stävtorpedtub som togs bort 1928. Maskiner och pannor skyddades av ett tunt pansardäck. Fartyget hade 2 st 60 cm strålkastare samt var försedd med station för radiosignalering.
Torpedkryssaren var uppkallad efter Gustaf von Psilander som 1704 med skeppet Öland stred mot en engelsk eskader i slaget vid Orford Ness.